# Кронбергер, Ханс
Ханс Кронбергер (нем. Hans Kronberger; 9 мая 1951, Халль-бай-Адмонт, Штирия — 14 июля 2018, Вена) — австрийский публицист, политик.

## Биография
В 1971—1979 годы изучал публицистику и этнологию в Венском университете, который окончил со степенью доктора философии (диссертация на тему «Эгон Эрвин Киш: неистовый репортёр»). В 1979—1982 годы работал редактором журнала Extrablatt, одновременно с 1981 года преподавал экологическую публицистику в Зальцбургском университете. В 1982—1996 годы работал в телерадиокомпании Österreichischer Rundfunk (главный редактор передач «Аргументы», «Гражданский форум», «Конфликты»).
В 1996—2004 годы — депутат Европейского парламента от Австрийской партии свободы, входил в комитет по вопросам окружающей среды, общественного здравоохранения и защиты прав потребителей (1996—2004); был членом делегаций: в Смешанном парламентском комитете ЕС—Польша (14.11.1996 — 15.1.1997), в Смешанном парламентском комитете ЕС—Словакия (16.1 — 19.7.1999), в парламентском комитете по сотрудничеству ЕС—Россия (29.9.1999 — 19.7.2004). Являлся представителем в комитетах: по сельскому хозяйству и развитию сельских районов (14.11.1996 — 15.1.1997), по вопросам транспорта и туризма (16.1.1997 — 19.1.1998), по культуре, молодёжи, образованию и СМИ (19.1.1998 — 19.7.1999), по занятости и социальным вопросам (22.7.1999 — 19.7.2004).
В мае 2004 года стал членом Австрийской партии свободы.
С 2008 до конца жизни — президент федерального союза Фотоэлектрическая Австрия.
Скончался после тяжёлой непродолжительной болезни. Кремирован в Зиммерингском крематории 3 августа 2018.

### Семья
Двое детей.

## Награды и признание
- Европейская солнечная премия[нем.] по публицистике (1995).